# Metabelba glabriseta
Metabelba glabriseta är en kvalsterart som beskrevs av Sandór Mahunka 1982. Metabelba glabriseta ingår i släktet Metabelba och familjen Damaeidae. Inga underarter finns listade i Catalogue of Life.